# تفشي فيروس كورونا المرتبط بمتلازمة الشرق الأوسط التنفسية 2018
تفشي فيروس كورونا المرتبط بمتلازمة الشرق الأوسط التنفسية 2018 كانت عبارة عن مجموعة من التهابات لمتلازمة الشرق الأوسط التنفسية). كانت الحالات الأكثر عددًا في المملكة العربية السعودية ويعتقد أنها نشأت من المملكة العربية السعودية.
تم تسجيل 250 حالة إصابة بفيروس كورونا في عام 2017، و249 في عام 2016. في عام 2018 كان هناك ارتفاع مبكر في عدد الحالات، مع 21 حالة مؤكدة في فبراير. على مدار العام بأكمله انخفضت الحالات مقارنة بالسنوات السابقة مع تسجيل 147 حالة.

## الفيروس
تنشأ المتلازمة في دول شبه الجزيرة العربية، وهناك خطر عام منخفض على أي مسافر. تظهر الأعراض عادة بعد يومين إلى 14 يومًا من التعرض، وتشمل الحمى والسعال وضيق التنفس وصعوبة التنفس.

## خلفية الحالات
في 18 يونيو 2018 ذكرت منظمة الصحة العالمية أن هناك 75 حالة مؤكدة مختبريًا لمتلازمة الشرق الأوسط التنفسية في المملكة العربية السعودية. تم تشخيص الحالة الأولى التي تمت ملاحظتها خارج الشرق الأوسط في 23 أغسطس 2018 في المملكة المتحدة، وهي الحالة الأولى منذ 5 سنوات في البلاد. تم اكتشاف حالة ثانية في 8 سبتمبر 2018 لرجل كوري جنوبي كان مسافرًا من الشرق الأوسط وهو أول تشخيص في ذلك البلد منذ تفشي المرض عام 2015. كان هناك أيضًا المئات من الحالات المشتبه بها في الولايات المتحدة وأجزاء أخرى من العالم، تم تشخيص معظمها في النهاية على أنها ليست عدوى بفيروس كورونا.

## الاستجابة
رصدت وزارة الصحة في جمهورية كوريا 21 شخصًا على الأقل كانوا على اتصال وثيق بالحالة المؤكدة، ووضعت جميع المخالطين عن قرب في الحجر الصحي في منازلهم.

### منظمة الصحة العالمية
لم تغير الحالة المؤكدة في كوريا تقييم منظمة الصحة العالمية العام للمخاطر العالمية للمرض، كما ذكرت منظمة الصحة العالمية أن أي حالات مؤكدة إضافية لن تغير الخطر أيضًا، والذي اعتبر منخفضًا. ومع ذلك فإنها توصي البلدان بمواصلة مراقبة الحالات المحتملة وتسجيل أي أنماط غير عادية بعناية.

### المركز الأوروبي للوقاية من الأمراض
بعد الحالة المؤكدة في المملكة المتحدة كرر مركز مكافحة الأمراض والوقاية منها تقييمه للمخاطر بأنه يجب مراقبة المخالطين القريبين للحالات المؤكدة بحثًا عن الأعراض لمدة 14 يومًا على الأقل بعد آخر تعرض. كررت المنظمة أيضًا أن حالات المتلازمة لم تكن غير متوقعة وقد لوحظت في أوروبا من قبل، وأن خطر انتقال الحالة المؤكدة إلى عامة السكان كان منخفضًا للغاية.